# هیتر دورکسن
هیتر دورکسن (انگلیسی: Heather Doerksen؛ زادهٔ ۱۲ فوریهٔ ۱۹۸۰) یک هنرپیشه اهل کانادا است.
از فیلم‌ها یا برنامه‌های تلویزیونی که وی در آن نقش داشته است می‌توان به روزی که دنیا از حرکت بازماند، حاشیه اقیانوس آرام، چشمان بزرگ اشاره کرد.